# Cucut esparverenc fosc
El cucut esparverenc fosc  (Hierococcyx bocki) és una espècie d'ocell de la família dels cucúlids (Cuculidae) que habita boscos i matolls de la Península Malaia, Sumatra i Borneo.